# If I Had Eyes
"If I Had Eyes" é uma canção do músico norte-americano Jack Johnson que está em seu quarto álbum de estúdio intitulado Sleep Through the Static. A canção foi leberada com exclusividade pela Brushfirerecords.com em 29 de novembro. O single então foi lançado pelo iTunes oficialmente em 11 de dezembro de 2007.

## Faixas
| CD single |                                               |         |  |
| N.º       | Título                                        | Duração |  |
| 1.        | "If I Had Eyes"                               | 3:59    |  |
| 2.        | "Let It Be Sung" (com Matt Costa & Zach Gill) | 4:08    |  |

## Paradas musicais
| Paradas (2006)                    | Melhor posição |
| --------------------------------- | -------------- |
| Ö3 Austria Top 40                 | 37             |
| Brasil (ABPD)                     | 31             |
| Canadá Singles Chart              | 11             |
| Alemanha Media Control Charts     | 73             |
| Mega Single Top 100               | 60             |
| Nova Zelândia RIANZ Singles Chart | 33             |
| Suíça Singles Chart               | 30             |
| Billboard Hot 100                 | 47             |
| Billboard Modern Rock Tracks      | 7              |